# Psectra graeffei
Psectra graeffei là một loài côn trùng trong họ Hemerobiidae thuộc bộ Neuroptera. Loài này được Brauer miêu tả năm 1867.